# The State
The State ist ein Album der kanadischen Rockband Nickelback. 

## Hintergrund
The State ist das zweite Studioalbum sowie die dritte Veröffentlichung in der Bandgeschichte, wenn von der auf 5.000 Stück limitierten und lediglich in Kanada erhältlichen EP Hesher (1996) abgesehen wird. Singleauskopplungen waren Leader of Men, gefolgt von Breathe und Worthy to Say. Zur ersten Single wurde auch das erste Musikvideo der Band produziert. In dem Song Breathe verwendet Sänger Chad Kroeger eine Talkbox, um seine E-Gitarre klanglich zu verfremden.

## Titelliste
1. Breathe – 3:59
2. Cowboy Hat – 3:56
3. Leader of Men – 3:31
4. Worthy to Say – 4:06
5. Diggin This – 3:02
6. Deep – 2:48
7. One Last Run – 3:31
8. Not Leavin’ Yet – 3:45
9. Hold Out Your Hand – 4:08
10. Leader of Men (akustisch) – 3:24

## Rezeption
Das Album wurde unterschiedlich beurteilt. Die Kritik in Europa nahm das Album verhalten auf. Es sei weder herausragend noch schlecht, sondern eine solide Arbeit – aber halt nichts Besonderes. In Kanada dagegen erhielt das Album Platin und in Großbritannien Silber. In den USA erreichte das Werk ebenfalls Platin und hielt sich 18 Wochen in den Charts – in der Bundesrepublik  lediglich eine Woche. Im englischsprachigen Raum lobte die Kritik das Album meist als hervorragend. Darüber hinaus kam das Album erst im April 2001 in die deutschen Läden – 13 Monate nach dem Start im englischen Raum.